# Batik Bence
Batik Bence (Szeged, 1993. november 8. –) magyar utánpótlás válogatott labdarúgó, jelenleg a Debreceni VSC játékosa.

## Pályafutása

### Klubcsapatokban

#### Szeged 2011
2011 nyarán került a Szeged 2011 csapatához. A másodosztályban augusztus 21-én a Szolnoki MÁV ellen debütált. A következő hetekben rendre a kezdőcsapatban számoltak vele. Első gólját 2011. október 8-án a szerezte, a Nyíregyháza Spartacus ellen. A következő fordulóban két gólt jegyzett a Ceglédi VSE elleni találkozón. Mivel nem írta alá a felkínált új kontraktust, kikerült a keretből, végül pedig felbontották a szerződését.

#### Ferencváros
2012. január 4-én két és fél éves szerződést kötött a Ferencváros csapatával. A következő bajnoki szezont az MTK csapatánál töltötte, hogy több játéklehetőséget kapjon. Egy szezon után visszatért a zöld-fehérekhez, és Thomas Dolltól is egyre több lehetőséget kapott. A Videoton FC ellen 4–0-ra megnyert kupadöntőben gólt is szerzett. A 2015–16-os szezon elején súlyos térdsérülést szenvedett, az egész idényt ki kellett hagynia
Egy újabb súlyos sérülés következtében a következő, 2016–17-es idényben sem léphetett pályára, visszatérését követően a 2017–18-as szezonban 13 bajnokin kapott lehetőséget az ezüstérmes Ferencvárosban.

#### Budapest Honvéd
Szerződése lejárta után a Budapest Honvéd játékosa lett.
2022. február 26-án játszotta 100. bajnoki mérkőzését a Honvédban a Puskás Akadémia ellen döntetlenre (0–0) végződő hazai mérkőzésen.
Négy év alatt 111 bajnoki mérkőzésen játszott, 7 gólt szerzett. 2020-ban Magyar Kupa győzelmet ünnepelhetett, a 2021–22-es idényben a Honvéd csapatkapitánya volt.

#### Puskás Akadémia
2022 augusztusában a Puskás Akadémia szerződtette. 2022. augusztus 19-én a Kecskeméti TE ellen játszotta 150. NB I-es mérkőzését. Október 15-én az NB I 11. fordulójában az ó gólja döntött a Budapest Honvéd ellen 1–0-ra megnyert hazai mérkőzésen. November 12-én a Debrecen elleni hazai bajnoki mérkőzésen duplázott, 2–1-re győztek az utolsó őszi fordulóban. Két idényben összesen 51 (ebből 47 bajnoki) mérkőzésen lépett pályára és 4 gólt szerzett.

#### DVSC
2024. június 14-én jelentették be, hogy a DVSC-hez igazolt.

## Statisztika

### Klubcsapatokban
2025. augusztus 17-i állapot szerint.
| Klub             | Szezon           | Bajnokság | Bajnokság | Országos kupa | Országos kupa | Ligakupa | Ligakupa | Nemzetközi kupa | Nemzetközi kupa | Összesen | Összesen |
| Klub             | Szezon           | Mérk.     | Gólok     | Mérk.         | Gólok         | Mérk.    | Gólok    | Mérk.           | Gólok           | Mérk.    | Gólok    |
| ---------------- | ---------------- | --------- | --------- | ------------- | ------------- | -------- | -------- | --------------- | --------------- | -------- | -------- |
| Hódmezővásárhely | 2009–10          | 11        | 2         | 0             | 0             | –        | –        | –               | –               | 11       | 2        |
| Hódmezővásárhely | 2010–11          | 23        | 2         | 2             | 0             | –        | –        | –               | –               | 25       | 2        |
| Hódmezővásárhely | Total            | 34        | 4         | 2             | 0             | 0        | 0        | 0               | 0               | 36       | 4        |
| Szeged           | 2011–12          | 9         | 3         | 2             | 0             | –        | –        | –               | –               | 11       | 3        |
| Szeged           | Összesen         | 9         | 3         | 2             | 0             | 0        | 0        | 0               | 0               | 11       | 3        |
| MTK Budapest     | 2013–14          | 15        | 1         | 4             | 0             | 0        | 0        | –               | –               | 19       | 1        |
| MTK Budapest     | Összesen         | 15        | 1         | 4             | 0             | 0        | 0        | 0               | 0               | 19       | 1        |
| Ferencváros      | 2011–12          | 1         | 0         | 0             | 0             | -        | -        | –               | –               | 1        | 0        |
| Ferencváros      | 2012–13          | 0         | 0         | 0             | 0             | 3        | 0        | –               | –               | 3        | 0        |
| Ferencváros      | 2014–15          | 7         | 0         | 6             | 1             | 12       | 0        | 1               | 0               | 26       | 1        |
| Ferencváros      | 2016–17          | 0         | 0         | 1             | 0             | –        | –        | 0               | 0               | 1        | 0        |
| Ferencváros      | 2017–18          | 13        | 0         | 1             | 0             | –        | –        | 2               | 0               | 16       | 0        |
| Ferencváros      | Összesen         | 21        | 0         | 8             | 1             | 15       | 0        | 3               | 0               | 47       | 1        |
| Budapest Honvéd  | 2018–19          | 28        | 1         | 5             | 0             | -        | -        | 4               | 0               | 37       | 1        |
| Budapest Honvéd  | 2019–20          | 30        | 1         | 8             | 2             | -        | -        | 4               | 0               | 42       | 3        |
| Budapest Honvéd  | 2020–21          | 25        | 2         | 3             | 0             | –        | –        | 2               | 0               | 30       | 2        |
| Budapest Honvéd  | 2021–22          | 28        | 3         | 4             | 1             | –        | –        | 0               | 0               | 32       | 4        |
| Budapest Honvéd  | Összesen         | 111       | 7         | 20            | 3             | –        | –        | 10              | 0               | 141      | 10       |
| Puskás Akadémia  | 2022–23          | 27        | 3         | 3             | 0             | 0        | 0        | 0               | 0               | 30       | 3        |
| Puskás Akadémia  | 2023–24          | 20        | 1         | 1             | 0             | 0        | 0        | 0               | 0               | 21       | 1        |
| Puskás Akadémia  | Összesen         | 47        | 4         | 4             | 0             | 0        | 0        | 0               | 0               | 51       | 4        |
| Debrecen         | 2024–25          | 4         | 0         | 1             | 0             | 0        | 0        | 0               | 0               | 5        | 0        |
| Debrecen         | 2025–26          | 4         | 1         | 0             | 0             | 0        | 0        | 0               | 0               | 4        | 1        |
| Debrecen         | Összesen         | 8         | 1         | 1             | 0             | 0        | 0        | 0               | 0               | 9        | 1        |
| Karrier összesen | Karrier összesen | 245       | 20        | 41            | 4             | 15       | 0        | 13              | 0               | 314      | 24       |

## Sikerei, díjai
Ferencvárosi TC
- Magyar ligakupa-győztes: 2013, 2015
- Magyar kupa-győztes: 2015, 2016, 2017
- Magyar első osztály-ezüstérmes: 2015, 2018
- Magyar szuperkupa-győztes: 2015
- Magyar első osztály-győztes: 2016

 Budapest Honvéd
- Magyar Kupa-győztes: 2019–20